# 施峻
施峻（1505年—1561年），字平叔，號璉川，浙江湖州府歸安縣人，民籍，明朝政治人物。

## 生平
嘉靖十年（1531年）辛卯科浙江鄉試第八名舉人。嘉靖十四年（1535年）中式乙未科會試第三十七名，登第二甲第九十四名進士。授南刑部广西司主事，厯郎中，出知青州，以内艰罢官。年五十七卒。著有《璉川集》八卷。

## 家族
曾祖施謙，曾任知縣；祖父施瑄，曾任壽官；父施鏜，母董氏。具庆下。兄嵩。弟嶔、嵎。